# Bandera de Lamasón
La bandera de Lamasón es el símbolo del municipio español de Lamasón (Cantabria), al carecer de escudo aprobado. Dicha bandera es de paño rectangular, de proporciones 2:3, dividida horizontalmente por mitad, de color blanco la parte superior y verde la inferior, con una franja de color rojo junto al asta de 1:3 de la longitud del paño.
La bandera fue adoptada en sesión plenaria extraordinaria celebrada por el Ayuntamiento el día 15 de enero de 2009 siendo autorizada por el Consejo de Gobierno de Cantabria el día 3 de mayo de 2012, previo informe favorable emitido por la Real Academia de la Historia con fecha 20 de marzo de 2012.